# Johann Gerhard Oncken
Johann Gerhard Oncken (26 januari 1800 - 2 januari 1884) was een pionier in de Duitse baptistenkerk en heeft een aantal titels zoals: "vader van de continentale baptisten", de "vader van de Duitse baptisten" en de "apostel van de Europese baptisten" genoemd. Samen met Gottfried Wilhelm Lehmann (1799–1882) en Julius Köbner (1806–1884) stonden ze bekend als het baptistenklaverblad. Oncken hielp een halve eeuw lang met de groei en ontwikkeling van de baptisten in heel Duitsland en in een groot deel van Europa.

## Zijn jeugd
Johann Gerhard Oncken werd geboren in Varel, een stad in het hertogdom Oldenburg . Zijn vader was om politieke redenen naar Engeland gevlucht en omdat zijn moeder voor de kost moest zorgen is hij opgevoed door zijn grootouders Als kind is Oncken luthers gedoopt en in 1814 deed hij confirmatie.
Al op jonge leeftijd begon Oncken met werken in een restaurant. Daar ontmoette hij de Schotse koopman John Walker Anderson. De koopman nam hem mee op reizen naar Schotland, Nederland, Engeland en Frankrijk.
In Engeland kwam hij in contact met christenen uit de opwekkingsbeweging. Zo kwam Johann als een overtuigd christen terug in Duitsland. Hij ging in Hamburg wonen en werkte voor de British Bible Society Continental Society for Promoting the Gospel. In Hamburg vond hij ook zijn kerkelijk thuis bij een vrije Duitse/ Engelse gemeente die huissamenkomsten hielden totdat in 1827 een kerk werd gebouwd.
In 1825 werd in Hamburg door het werk van Oncken en dominee Rautenberg de eerste Duitse zondagsschool opgericht. Ze leerden de armste kinderen behalve lezen en schrijven ook het Christelijke geloof. Oncken had in 1826 het plan om ook in Bremen een zondagsschool voor de arme kinderen op te richten. Maar kreeg hiervoor geen toestemming van de senaat van Bremen. Tegelijkertijd kreeg de Bremer politie opdracht om Oncken uit de stad te verwijderen. Dit is niet gelukt want uit bronnen blijkt dat zowel op 30 november als op 4 december van hetzelfde jaar "tot vele honderden mensen in Bremen" predikte .
Oncken ondernam veel zendingsreizen in Noordwest Duitsland. In 1828 ontving Oncken een aanstelling van de Edinburgh Bible Society. Hij besteedde meer dan een halve eeuw aan het verspreiden van traktaten en bijbels en in 1879 schatte hij dat hij meer dan twee miljoen bijbels had uitgedeeld.

## Oncken wordt baptist
Door intensieve bijbelstudie kwam Oncken tot het besef dat een christelijke kerk alleen kan bestaan uit degenen die persoonlijk hebben besloten om Jezus Christus te volgen en zich laten dopen als gevolg van deze beslissing. Vanaf dat moment beschouwde hij een band tussen kerk en staat als onbijbels.
Hoewel hij in 1829 nog steeds lid was van een kerk die de kinderdoop onderwees was hij niet langer overtuigd van de kinderdoop. Want in dat jaar weigerde hij zijn kind te laten dopen. Hij besprak de doopkwestie met zijn predikant T.W. Matthews en anderen. Hierdoor raakte Matthews ervan overtuigd dat hij door onderdompeling gedoopt moest worden hij nam ontslag uit zijn kerk en reisde naar Engeland om zich te laten dopen. In 1829 correspondeerde Oncken met James Haldane uit Schotland. Haldane raadde Oncken aan zichzelf te dopen, zoals John Smyth had gedaan. Oncken miste daarvoor een Bijbelse onderbouwing, en zei over Haldane's advies: "Zelfs grote mannen kunnen fouten maken." Oncken correspondeerde ook met Joseph Ivimey. Van Ivimey kreeg hij de uitnodiging om naar Londen te komen en de doop van gelovigen te ontvangen. Maar ook dit aanbod sloeg Oncken af.
Hij had ook in Hamburg gedoopt kunnen worden, er was een kring rondom de heer von Lücken die de volwassendoop praktiseerde maar Oncken zag zichzelf als een calvinist terwijl deze groep geloofde in de leer van de universele verzoening.
Dat Oncken uiteindelijk werd gedoopt en vervolgens lid werd van de baptistenbeweging is te danken aan een bijzondere omstandigheid. De Amerikaanse kapitein Calvin Tubbs, een lid van de Sansom Street Baptist Church in Philadelphia moest in de herfst van 1829 vanwege het ijs overwinteren Hamburg. Hij werd opgenomen door de familie Oncken. In zijn zes maanden lange verblijf kreeg hij goed contact met Oncken en maakte hem bekend met de leer en praktijk van de American Baptist Churches . Bij zijn terugkeer lichtte Tubbs zijn gemeenteleden in over de gesprekken die in Hamburg werden gevoerd. Het nieuws bereikte ook Barnas Sears, een baptistentheologieprofessor en dominee die van plan was aan Duitse universiteiten te gaan studeren. Na zijn aankomst in Duitsland nam hij contact op met Oncken en de kring die zich om hem heen had gevormd en doopte hem en zes andere doopkandidaten, waaronder de vrouw van Oncken, op 22 april 1834 om middernacht in de Elbe.

## Oprichting van de Duitse Baptisten kerk
De volgende dag stichtte Sears de eerste baptistenkerk in Hamburg. Sears wijdde Oncken in als hun oudste en predikant. De kerk groeide snel tot 68 leden in 1836. Hoewel de baptisten aanvankelijk 's nachts dopen, begon Oncken in 1837 openlijk te dopen. Dat jaar doopte hij op Pinksterzondag zijn mede-Duitse baptistenpionier Gottfried Wilhelm Lehmann. De Duitse autoriteiten deelden de traditionele christelijke oppositie tegen de herdoop. Ze waren ook van mening dat het onderdompelen van mensen in de rivier een overtreding was van de openbare zeden. De burgerlijke autoriteiten gaven hun na de brand in Hamburg van 1842 een tijdje rust, dankzij de hulp die de baptisten aan de inwoners van de stad gaven. De jonge gemeente kreeg enige bescherming van de toenmalige politiechef van Hamburg, Martin Hieronymus Hudtwalcker. Over de ontvangen klachten tegen "Oncken en Co." merkte hij onder meer op: "Als sekten opstaan en worden toegejuicht, is dat altijd een zeker teken dat de heersende kerk in verval is."
Julius Köbner, een Joodse christen van Deense afkomst, werd in 1836 door Onckens werk ook lid van Hamburgse baptisten gemeenten. Later zou Köbner zelf het evangelie gaan verkondigen.

## Contacten met Mennonieten
In zijn periode in Hamburg maakte Oncken kennis met Jacob Gysbert van der Smissen, een diaken uit de doopsgezinde kerk. Oncken bezocht in 1833 de doopsgezinde kerken in Polen en predikte ongeveer zes weken in het gebied. In 1869 bezocht Oncken de Mennonieten Broeder Gemeente en hielp daar bij de wijding van verschillende als ouderling, predikant en diaken. Na zijn vertrek bleef Oncken contact houden met deze groep. Er ontstond een probleem tussen Oncken en de Mennonieten toen de kerk tabaksgebruik verbood en verschillende leden die het gebruikten, excommuniceerde. Oncken gebruikte zelf tabak en was het niet eens met deze maatregel. 

## Ontwikkelingen in Duitsland
De Hamburgse kerk groeide en ontwikkelde zich door Onckens onvermoeibare reizen en werd zo een springplank voor verdere kerkplantingen. Zo werd in 1837 werd een Berlijnse baptistengemeente opgericht. In hetzelfde jaar werd een gemeente in Oldenburg gesticht In 1838 volgde een gemeente in Stuttgart en eind augustus 1840 werd in Jever een kerk gesticht. Hier had Oncken in 1837 al een doopdienst gehouden. Hieruit kwamen onder anderen Anton Friedrich Remmers en Johann Ludwig Hinrichs voort, die belangrijke bijdragen leverden aan de verspreiding van de baptistenbeweging. Ook Johann Heinrich Ludwig Pielstick, die later de opvolger van Oncken zou worden in de leiding van de Hamburgse gemeente, kwam uit deze gemeente. De baptistengemeente in Jever, ontwikkelde zich tot een bijzonder zendingscentrum.  Ze werd de moeder van alle Oost-Friese gemeenten en was tegelijkertijd het begin van de Nederlandse baptisten gemeentes. De Berlijnse oudste Gottfried Wilhelm Lehmann was namens Oncken verantwoordelijk voor de verspreiding van de kerk in het toenmalige Pruissen.
In 1848 waren er vanuit Hamburg 25 baptistengemeentes in Duitsland geplant. Door het werk van Julius Köbner werden er in Denemarken vijf gemeentes opgericht. Ook in Nederland en Zweden waren er in die tijd de eerste beginselen van de baptisten kerk. Colporteurs speelden een bijzondere rol in de verbreiding van de baptisten leer. De geschriften die ze verspreidden kwamen in de  verste uithoeken van Duitsland. Hun activiteit bleek bijzonder effectief te zijn wanneer zeker wanneer er geen kerk was. Oncken richtte zijn aandacht ook op reizende ambachtslieden die na verloop van tijd hun weg naar de Hamburgse gemeenschap vonden. Hij gaf hen een korte theologische opleiding aan en zond hen uit als missionarissen. Drie van de vele voorbeelden hiervan zijn de timmerman Johann Carl Cramer, de smid Johann Pieter de Neui en de boekbinder Anton Friedrich Remmers. In de eerste tien jaar van de Duitse baptistenbeweging kwam 80% van de gedoopte leden uit de ambacht klasse. 
De verspreiding van de baptistenbeweging in Duitsland en Denemarken ging niet zonder slag of stoor maar had te maken met massale vervolging door staats- en kerkelijke autoriteiten. Zo was er een verbod op bijeenkomsten en waren boetes en gevangenisstraffen voor het houden van  "erediensten, doopdiensten en het vieren van het Avondmaal". 
Rond 1837 werd senator Binder gekozen door het stadsbestuur van Hamburg. Hoewel hij Oncken niet persoonlijk wou hij een einde maken aan zijn bediening. Na zes jaar van vrede en vrijheid te hebben genoten werd Oncken voor Binder geroepen. Die kwam met de boodschap dat zolang de senator zijn pink kon bewegen, hij het werk van Oncken onmogelijk zou maken. Oncken antwoordde: "Ik denk, meneer, dat u niet ziet wat ik zie, het is geen pink, maar de machtige arm van God die mij helpt." Nu was Binder vastbesloten zijn stad te verlossen van al die 'Amerikaanse' onbeschaamdheid en beloofde Oncken dat de senaat de volledige kosten van het transport van hem en zijn gezin naar de Verenigde Staten op zich zou nemen. Oncken weigerde het aanbod en beweerde dat God hem naar Hamburg had geroepen en dat hij daar moest blijven. Het stadsbestuur,  was meer dan ooit vastbesloten om Oncken tegen te houden. Ze lieten hem vier weken opsluiten in de Winserbaum-gevangenis, een plek gebouwd op palen boven de riolering van de stad. Door het verblijf in de gevangenschap kreeg Oncken blijvende pijn op de borst door het constant inademen van het gas. Zijn kerk bleef echter bijeenkomen hoewel er zware boetes aan hen werden opgelegd. Vaak verzamelde de hele gemeente zich buiten de gevangenis om naar hun predikant te zwaaien en bemoedigende woorden te roepen. Al snel werden dominee Köbner en diaken Lange ook gevangengezet. De drie mannen ontdekten elkaar al snel waar ze waren toen Lange een hymne aanhief en hem hoorde begonnen de anderen mee te zingen met de lofliederen. 
De kerk communiceerde met de gevangenen door middel van een koffiepot met dubbele bodem. Ze brachten koffie en gebak mee voor hun vrienden die berichten uit de pot konden halen en terugschrijven. De bewaarder meldde dit aan een senator die de pot in beslag nam. Hij haalde een stuk papier tevoorschijn, in de verwachting dat het bewijs zou zijn van Onckens 'buitenlandse intriges', maar las de al even alarmerende woorden  "Beste broeder: Het werk van de Heer gaat goed, moge dat uw geest troosten en verfrissen. Gisteren hebben we elkaar op twaalf plaatsen ontmoet; de politie jaagt op ons, maar heeft ons niet gevonden.”
In maart 1841 kregen de "wederdoper Johann G. Oncken zu Hamburg" een verbod om het koninkrijk Hannover binnen te komen en er doorheen te reizen.
Na 1848 verbeterde de situatie voor de jonge beweging. In een rapport aan het Boston Baptist Committee prijst Oncken met plezier de politieke omwenteling als gevolg van de revolutie van 1848: "De veranderingen die zich nu hebben voorgedaan met betrekking tot de mogelijkheden om de waarheid te verspreiden, zijn onbeschrijflijk groot, als men bedenkt hoe het in dit opzicht was vóór de machtige politieke bewegingen […] ; en ik kan alleen maar de goedheid van onze almachtige Koning prijzen, die me het leven heeft gegeven om zulke dingen te zien.” Pas in 1858 werd de Hamburgse baptistenkerk officieel erkend door de Hamburgse senaat. 
In januari 1849 vond in Hamburg onder voorzitterschap van Oncken de eerste conferentie plaats van afgevaardigden van de gemeenten van gedoopte christenen in Duitsland en Denemarken . Het was de basis voor de oprichting van de latere Duitse Baptistenbond en de huidige Unie van Vrije Evangelische Kerken in Duitsland. 

## Ontwikkelingen in Europa
Bijna alle baptistenkerken op het vasteland van Europa hebben hun wortels in het pionierswerk van Oncken. Behalve in Amsterdam in Nederland was vanuit Engeland in 1604 door Thomas Helwys al een baptistenkerk gesticht. Ook in Noord Frankrijk was er in 1820 al een baptistenkerk door het werk van Amerikaanse en Engelse baptisten. 
Ook al was de Hamburgse gemeente niet de eerste op het Europese vasteland, toch kan ze worden omschreven als “waarschijnlijk de belangrijkste en meest missionaire [baptistengemeente] van de 19e eeuw”. Het door Oncken georganiseerde zendingswerk  en zijn eigen talrijke zendingsreizen leidden ertoe dat de baptistenbeweging zich ook buiten Duitsland verspreidde. Slechts vijf jaar na zijn doop richtte Oncken samen met Köbner de eerste Deense baptistengemeente op in Kopenhagen. Daarna volgenden: 
- 1841 Memel (nu Klaipėda in Littouwen)
- 1845 in Nederland,
- 1847 in Zweden
- 1848 in Hongarije,
- 1849 in Zwitserland
- 1856 in Finland en Roemenië
- 1858 in Polen
- 1860 in Noorwegen en in Letland
- 1864 in Oekraïne
- 1867 in Georgië
- 1869 in Oostenrijk
- 1873 in Azerbeidzjan
- 1875 in Servië
- 1877 in Wit-Rusland
- 1880 in Bulgarije
- 1883 in Kroatië .

Het zendingswerk van de baptsten in Estland begon in 1884, het jaar waarin Oncken stierf. Tegen het einde van zijn leven was de gemeente die in 1834 in Hamburg met zeven kerkleden begon uitgegroeid tot ongeveer 32.000 baptisten. Die zich verzamelden in 165 kerken verspreid over Europa. De meeste van deze gemeenten werden weer het startpunt voor nieuwe kerkplantingen, zodat volgens de statistieken er in 1905 alleen al in Midden-Europa de baptistenkerk 50.580 leden had. 
Onckens visie op zending stopte niet bij het stichten van "gemeenten van gelovigen". Hij wilde 'kerken van missionarissen'. Zijn bekende motto was de veel geciteerde uitroep: "Elke baptist is een missionaris!" Oncken bedreef niet alleen zending maar verzamelde ook christenen om zich heen die dicht bij de leer van baptisten stonden en gezamenlijk begrip over de doop. Hij wist zowel individuele als groepen (gemeenschappen) te integreren in de jonge baptistenbeweging. 

## Onenigheid in Hamburg
In 1871 onderstond er een grote crisis in de jonge baptistenbeweging. De dochtergemeente de baptistenkerk in Altona (wijk in Hamburg) een officiële aanvraag indiende bij de Hamburgse moederkerk voor onafhankelijkheid. Hoewel ze onder de paraplu van de in 1849 opgerichte federatie wilden blijven, wilden ze onafhankelijk zijn van de hoofdgemeente. Op de conferentie van 1849 werd de organisatorische relatie tussen Hamburg en de toenmalige 50 missionaire gemeenschappen besproken. Het standpunt van Oncken over deze kwestie kan worden samengevat met een zin van Hermann Gieselbusch: "Voor hem [Oncken] was er maar één Duitse gemeente, die gesticht in Hamburg, alle andere waren missieposten en geclassificeerd als dochtergemeenten van Hamburg." De aanvraag van Altona leidde aanvankelijk tot een geschil binnen de Hamburgse gemeenschap, die niet vrij waren van persoonlijke aanvallen tegen de oprichter Johann Gerhard Oncken. Naar aanleiding van dit conflict schreef Oncken een open brief aan alle Duitse gemeenschappen, gevolgd door een verklaring van zijn tegenstanders Julius Köbner en Gottfried Wilhelm Lehmann, medewerkers van Oncken uit de begintijd. Zij stemden voor Altona en dus tegen hun "oudste". Wat begon als een Hamburgs geschil verspreidde zich zo over de hele federale gemeenschap. Enerzijds stonden het reeds beschreven concept van Oncken van een centraal geleide Duitse congregatie. Anderzijds het congregationele principe van de autonome congregatie, die in een netwerk is verbonden met andere autonome congregaties, ter discussie. Verschillende pogingen tot bemiddeling volgden. Pas in 1876 werd binnen de federale gemeenschap een akkoord bereikt. Oncken was door ziekte niet aanwezig op deze conferentie. In 1879 besloot de federale conferentie van Duitse baptisten dat "Hamburg niet langer de hoofdstad was van de Duitse baptisten mocht zijn" - "een verordening die praktisch neerkwam op een veroordeling van Onckens visie. 
Oncken werd hierdoor buitenspel gezet. Er waren sterke tegenstellingen ontstaan tussen hem en andere leidende personen. Pas in april 1880 verzoenden Koebner en Oncken zich met elkaar. Een niet veel later was er ook overeenstemming met Gottfried Wilhelm Lehmann, waarschijnlijk door bemiddeling van Köbner. In 1882, twee jaar voor de dood van Oncken, overwoog de Hamburgse gemeenschap om Oncken uit zijn ambt te stemmen met de motivatie dat hij "afgeleefd en afwezig was in Hamburg" als gemeenschapsoudste. Er werd toen echter besloten hem vanwege zijn verdiensten tot ereoudste te benoemen en het reguliere ambt van ouderling in handen van iemand anders te leggen. Onckens opvolger als oudste van de Hamburgse gemeenschap was de koopman Johann Heinrich Ludwig Pielstick, die uit Jever kwam en jarenlang een "medeoudste" naast Oncken was geweest.

## Oncken's familie
Oncken trouwde op 19 mei 1828 in de Londense Old Church Saint Pancras met Sarah Mann (11-01-1806). Ze kwam uit een rijke familie. Dankzij haar uitgebreide bruidsschat kon het jonge paar een huis kopen aan de Erste Neumannstrasse in Hamburg. Sarah kreeg borstkanker en stierf op 8 juli 1845. Na haar overlijden schreef Oncken: "Mijn verlies kan slechts gedeeltelijk worden ingeschat door degenen van mijn vrienden die haar kenden. Haar gezond verstand, haar principes van morele rechtschapenheid en niet minder haar heldere en gezonde opvattingen over de goddelijke waarheid, gecombineerd met een onwankelbare gehechtheid aan de zaak en het volk van God, waren van een ongewone graad en hebben het karakter van haar echtgenoot beïnvloed  dit was de meest heilzame invloed”
Het huwelijk bracht acht kinderen voort, van wie er één doodgeboren werd en drie op jonge leeftijd stierven. Een ander kind, de zoon Philipp, kwam om bij een brandongeval na de dood van Sarah Oncken.
Twee jaar na de dood van zijn eerste vrouw trouwde Oncken met Ann Dodgshun (weduwe van William Dodgshun uit Yorkshire en moeder van een zoon) William Dodgshun was een diaken geweest van een Engelse gemeente en partner van een in Hamburg gevestigd bedrijf. Hij was eigenaar van een huis aan Neuen Kamp 5. Na zijn huwelijk trok Oncken met zijn kinderen in het huis van Dodgshun. Ann Oncken leed aan ernstige jicht. Zij stierf na 26 jaar huwelijk op 26 maart 1873. Uit dit huwelijk zijn geen kinderen geboren.
Anderhalf jaar later trouwde Oncken voor de derde keer. Hij trouwde op 24 december 1874 met Jane Clark op dat moment was ze 23 jaar jonger dan haar man. Net als haar voorgangers kwam ze uit Engeland en was ze voor haar huwelijk lid van de London Spurgeon-gemeente. De zus van Jane Clark, Sarah Kölliker, woonde met haar gezin in Zürich. Dat was waarschijnlijk een van de redenen waarom Johann Gerhard Oncken en Jane Oncken de laatste jaren samen in de stad Zürich doorbrachten. Haar huis stond aan de Gärtnerstrasse. Jane Oncken overleefde haar man met 36 jaar en stierf op 1 januari 1916 in Kempraten bij Rapperswil-Jona (Zwitserland)

## Laatste jaren en overlijden
In een reis door de Verenigde Staten in 1853 ontsnapte Oncken ternauwernood aan de dood bij een spoorwegongeluk in Norwalk (Connecticut), maar liep hij ernstige verwondingen op. Als gevolg daarvan leed hij voor de rest van zijn leven aan hoofdpijn. Hij had ook last van keel- en stembandaandoeningen. In 1855 kreeg hij een leverziekte. Ook kreeg hij te maken met kleine beroertes in de jaren 1870, zodat Oncken uiteindelijk in 1879 besloot in het klimatologisch gunstiger Zwitserland te gaan wonen. Zijn medeoudste Pielstick nam stap voor stap de officiële zaken in Hamburg over.
Hij vertelde zijn familie dat zijn naam "op de hemellijst stond en dat zijn hoop zeker was". Johann Gerhard Oncken stierf in Zürich op 2 januari 1884. Hij werd overgebracht naar Hamburg en aanvankelijk begraven op de begraafplaats van de gereformeerde gemeente. De uitvaartdienst werd geleid door Julius Köbner. Hij sprak in de begrafenispreek uit Psalm 73:24: "Gij zult mij leiden met Uw raad, en daarna mij in heerlijkheid opnemen." Exact vier weken later overleed ook hij - aan een longontsteking, die hij opliep op de begrafenis van Oncken.
Het graf van Oncken bevindt zich nu op de begraafplaats van Ohlsdorf en wordt daar als eregraf onderhouden door de stad Hamburg. Op de grafsteen staan de Bijbelverzen uit Efeziërs 4:5 : Eén Heer, één geloof, één doop. Ook een vers uit het tweede hoofdstuk van de Handelingen van de Apostelen, dat het zelfbeeld van de Duitse baptisten in de tijd van Oncken karakteriseert ” : Maar ze bleven standvastig in de leer van de apostel en in de gemeenschap en in het breken van het brood en in het gebed
- Gemeinsame Normdatei: 118590006
- Historisch woordenboek van Zwitserland: 029042
- International Standard Name Identifier: 0000 0000 6156 6789
- Library of Congress Control Number: no00048348
- SNAC: w6086bg8
- Virtual International Authority File: 59876764
- WorldCat: E39PBJfxdXx9VJ9yC3wVFxxVYP